# Maistrova ulica
Maistrova ulica v Mariboru poteka med Mladinsko ulico in Kopitarjevo ulico. Leta 1945 so takratno ime ulice Bismarck Strasse spremenili v Maistrovo ulico. Ta je poimenovana po Rudolfu Maistru, ki je nekaj časa živel tudi na današnji Maistrovi ulici 17. 